# Rachiptera limbata
Rachiptera limbata är en tvåvingeart som beskrevs av Jacques-Marie-Frangile Bigot 1859. Rachiptera limbata ingår i släktet Rachiptera och familjen borrflugor. Inga underarter finns listade i Catalogue of Life.